# Староникольский
Староникольский (тат. Иске Никольский) — опустевший посёлок в Агрызском районе Республики Татарстан России. Входит в состав Новобизякинского сельского поселения.

## История
Посёлок был основан в 1872 году и до 1921 года относился к Мушаковской волости Елабужского уезда Вятской губернии. С 1927 года — в составе Агрызского района.

## География
Посёлок Староникольский находится в северо-восточной части Татарстана, на расстоянии в 15 км к югу от города Агрыз и на расстоянии 4 км по автодорогам к северо-востоку от центра поселения, в бассейне реки Варклед.

### Часовой пояс
Посёлок Староникольский, как и весь Татарстан, находится в часовой зоне МСК (московское время). Смещение применяемого времени относительно UTC составляет +3:00.

## Население
В 2012 году в посёлке проживал 1 человек старше трудоспособного возраста.
| 1920 | 1926 | 1938 | 1958 | 1970 | 1989 | 2002 | 2012 |
| ---- | ---- | ---- | ---- | ---- | ---- | ---- | ---- |
| 106  | 121  | 150  | 72   | 39   | 14   | 1    | 1    |

Национальный состав
Согласно результатам переписи 2002 года, в национальной структуре населения русские составляли 100 %.

## Инфраструктура
Объекты инфраструктуры в посёлке отсутствуют.

## Улицы
В посёлке одна улица — Мира.

## Известные уроженцы
- Мерзляков, Вадим Михайлович — заслуженный геолог РСФСР.